# Perm-36-Gulag-Museum

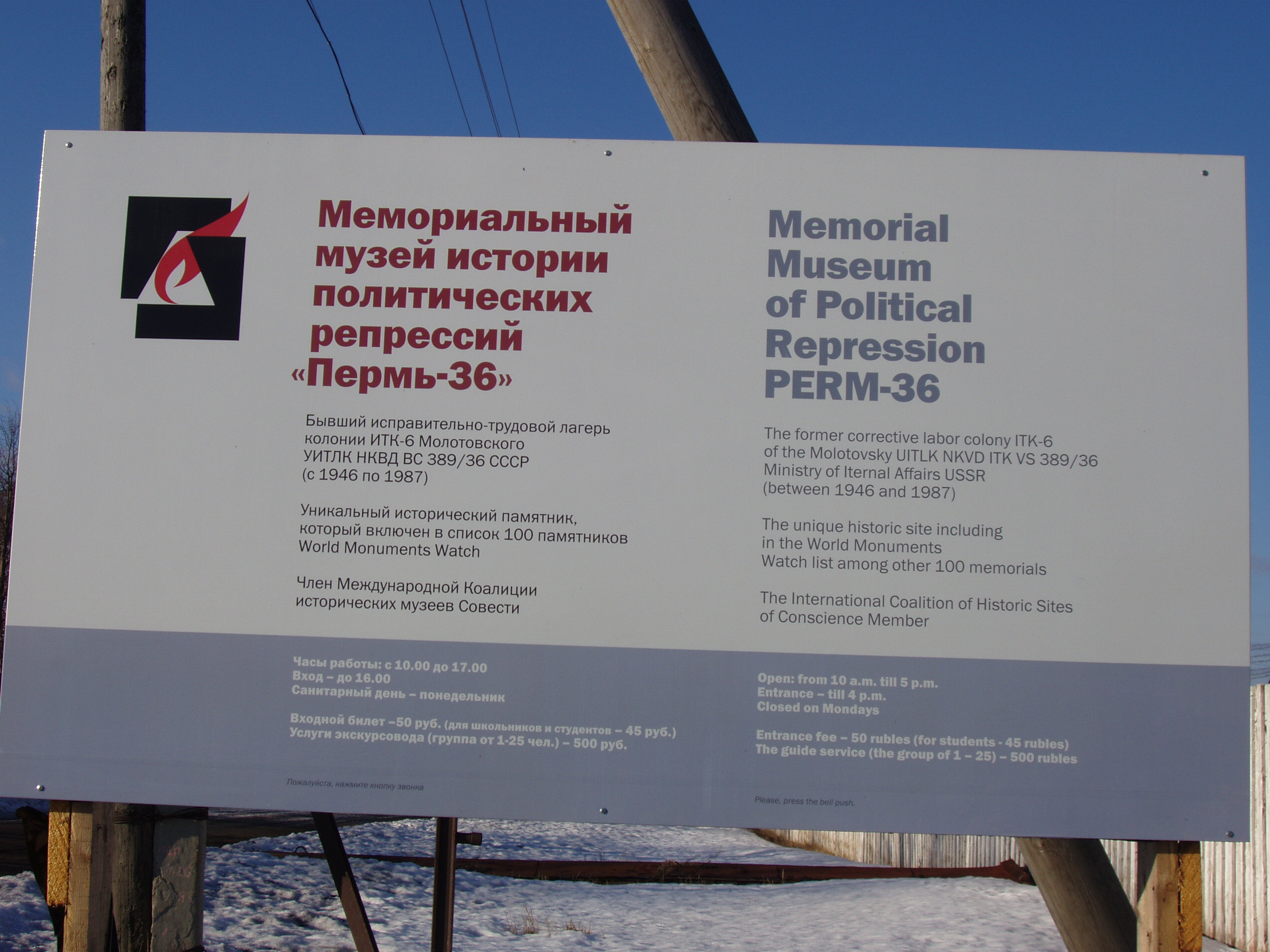
Eingangsschild des Museums (2007)

Die Gedenkstätte der Geschichte politischer Repressionen »Perm-36« (russ.: Мемориальный музей истории политических репрессий «Пермь-36»; transkr. Memorialny musej istorii polititscheskich repressi „Perm-36“) ist das einzige Gulag-Museum auf dem gesamten Territorium Russlands, das sich auf dem Gelände eines ehemaligen Arbeitslagers befindet. Gegründet und geleitet wurde das Museum von der russischen Nichtregierungsorganisation Perm-36.
Nach Auseinandersetzungen mit den Behörden musste das Museum im Frühjahr 2014 geschlossen werden. Im Sommer 2014 wurde es unter einer neuen, von den örtlichen Behörden eingesetzten Leitung wiedereröffnet und seine Ausstellung in den folgenden Monaten umgestaltet.

## Lager

### Geschichte des Lagers – von ITK-6 zu Perm-36
Das Lager Perm-36 existierte mehr als 40 Jahre. 1943 wurde es im Dorf Kutschino im Bezirk der Stadt Tschussowoi, im Permer Gebiet im Ural gegründet, seit 1946 befindet es sich an seinem heutigen Standort. Von 1946 bis 1972 trug es die Bezeichnung ITK-6 (Arbeitsbesserungsanstalt No.6 – исправительно-трудовая колония №6). ITK-6 war ein typisches Lager seiner Zeit. Während das Gulag-System in den 1930er Jahren aus großen, weit voneinander entfernten Lagern bestand, ging man Ende der 1940er Jahre dazu über, Lagernetzwerke mit kleinen Lagern (um die tausend Häftlinge), die sich unweit voneinander entfernt befanden, zu errichten. Diese Lager waren kostengünstiger zu erbauen und meist von kurzer Lebensdauer: Nachdem die Arbeitsaufgaben erfüllt worden waren (Bau eines Kanals, Holzfällarbeiten), zogen die Häftlinge weiter und die Lager wurden entweder zerstört oder dem Verfall preisgegeben.
ITK-6 wurde als Lager für Holzfällarbeiten gegründet. Aufgrund seiner für den Holzabtransport günstigen Lage, direkt am Fluss Tschussowaja, wurde das Lager nach der Rodung der umliegenden Waldgebiete allerdings nicht verlassen, sondern aufgerüstet und technisiert, so dass mit Lastwagen und Traktoren auch weiter entfernt gelegene Waldstücke erreicht werden konnten. Außerdem wurden auf dem Lagergelände Abstellräume und verschiedene Werkstätten, so eine Schmiede und ein Sägewerk, erbaut. ITK-6 war das erste mechanisierte Lager der Region und eines der ersten des Landes. 1952 wurde eine der vier Wohnbaracken zum Küchengebäude mit Speisesaal umgebaut.
Nach Stalins Tod 1953 wurde ITK-6 auf Grund seiner guten Infrastruktur und Ausstattung im Gegensatz zu vielen anderen Lagern nicht geschlossen. Ab 1954 saßen in ITK-6 hochrangige Mitglieder verschiedener staatlicher Organe (Polizei, Geheimdienst, Gerichte) ein, die einst selbst Menschen in die sowjetischen Arbeitslager geschickt hatten. Diesen besonderen Gefangenen kamen eine Reihe von Sonderrechten zu, wie bessere Verpflegung, aber auch das Kulturprogramm des Lagers wurde für sie ausgebaut, so bekamen sie sogar ausländische Filme zu sehen. Allerdings hielt die Verfolgung und Verurteilung der Verbrechen der stalinistischen Täter nicht lange an, und schon bald saßen nur noch einfache Mitglieder dieser Organe für gewöhnliche Verbrechen in ITK-6 ein.
In dieser Zeit wurden die Sicherheitsmaßnahmen in ITK-6 deutlich verschärft, denn die neuen Häftlinge kannten die gewöhnlichen Sicherheitssysteme. Neben einer Verstärkung der Zäune wurden neue Alarm- und Signalsysteme installiert.
In der Zeit von 1954 bis 1972 diente ITK-6 als einziges Lager der UdSSR für „besondere Zwecke“. Im Zuge der neuen Repressions- und Isolationspolitik der sowjetischen Regierung gegen politische Dissidenten zu Beginn der 1970er Jahre wurde ITK-6 mit seinen hohen Sicherheitsstandards zum Lager für politische Gefangene. Zu diesem Zweck wurden die Sicherheitsvorkehrungen erneut verschärft: so wurde das alte Ofenheizsystem, das bis dahin die Möglichkeit zum Weiterleiten geheimer Nachrichten gab, durch ein Zentralheizungssystem ersetzt. Auch die Zäune und Alarmsysteme wurden erneut verschärft. 1972 erhielt ITK-6 entsprechend der verschärften Geheimhaltungspolitik eine neue Kodierung: VS-389/36. Daraus leiteten Menschenrechtsaktivisten den Namen „Perm-36 – Lager für politische Häftlinge“ ab.
Neben dem „strengen Regime“ in Perm-36 (in der UdSSR wurden vier Sicherheitsstufen unterschieden: „einfaches“, „verstärktes“, „strenges“ und „Sonderregime“) wurde in dieser Zeit der Sektor des „Sonderregimes“ von Perm-36 in Betrieb genommen, der sich einige hundert Meter vom Stammlager entfernt befand. Hier wurden von 1980 bis 1987 die „besonders gefährlichen Wiederholungstäter“ der „besonders gefährlichen Staatsverbrecher“ 24 Stunden am Tag in ihren Zellen eingesperrt gehalten. Diese Gefangenen hatten wegen „Verbrechen gegen den sowjetischen Staat“ (Artikel 70 des Strafgesetzbuchs der UdSSR: „antisowjetische Agitation und Propaganda“) Haftstrafen abgesessen und waren dann erneut wegen ähnlicher „Verbrechen“ verurteilt worden. Bei den Gefangenen handelte es sich u. a. um Aktivisten nationaler Unabhängigkeitsbewegungen aus der Ukraine und dem Baltikum, um Menschenrechtler und Mitglieder der sog. „Moskauer Helsinki-Gruppe“. Das „Sonderregime“ von Perm-36 war das erste und einzige Lager in der gesamten Sowjetunion, das ausschließlich für politische Häftlinge bestimmt war. Dieser Lagerteil war wesentlich kleiner als der Teil des „strengen Regimes“: Gleichzeitig saßen hier zwischen 35 und 40 Häftlinge ein. In seinem siebenjährigen Bestehen wurden 56 Häftlinge dem „Sonderegime“ unterworfen. In diesen sieben Jahren starben dort nach offiziellen Angaben sieben Menschen, der berühmteste unter ihnen: der auf Anregung Heinrich Bölls für den Literaturnobelpreis vorgeschlagene ukrainische Dichter Wassyl Stus, sowie drei weitere Mitglieder der ukrainischen „Helsinki-Gruppe“: Juri Litwin, Waleri Martschenko und Alexa Tichi.
Bei der Schließung des Lagers 1987 wurden die meisten dieser politischen Gefangenen entlassen und später rehabilitiert. Einige wurden in das bis heute existierende Arbeitslager Perm-35 (Пермь-35) überführt. Nach der Schließung wurde der Teil des „strengen Regimes“ des Lagers dem Gesundheitsamt übergeben, das die Gebäude für das ebenfalls im Dorf befindliche Heim für psychisch Kranke nutzte. Im Zuge dieser Umfunktionierung wurden die Sicherheitssysteme beseitigt und viele der Gebäude umgebaut oder zerstört.
Nachdem 1989 ein ukrainisches Fernsehteam eine Reportage über das „Sonderregime“ von Perm-36 gedreht hatte, wurden vom Permer Amt für Strafvollzug die sich dort noch befindlichen Sicherheitssysteme demontiert.
In den Jahren 2009 und 2010 führte das Opernhaus aus Perm jeweils Musiktheater in den Resten des Lagers auf. 2009 war es eine Auftragskomposition basierend auf Solschenizyns Ein Tag im Leben des Iwan Denissowitsch. 2010 wurde die Partitur von Beethovens Fidelio Grundlage eines „Wandelkonzerts“ für jeweils 250 Zuschauer.

Lager Perm-36 und sein Umfeld
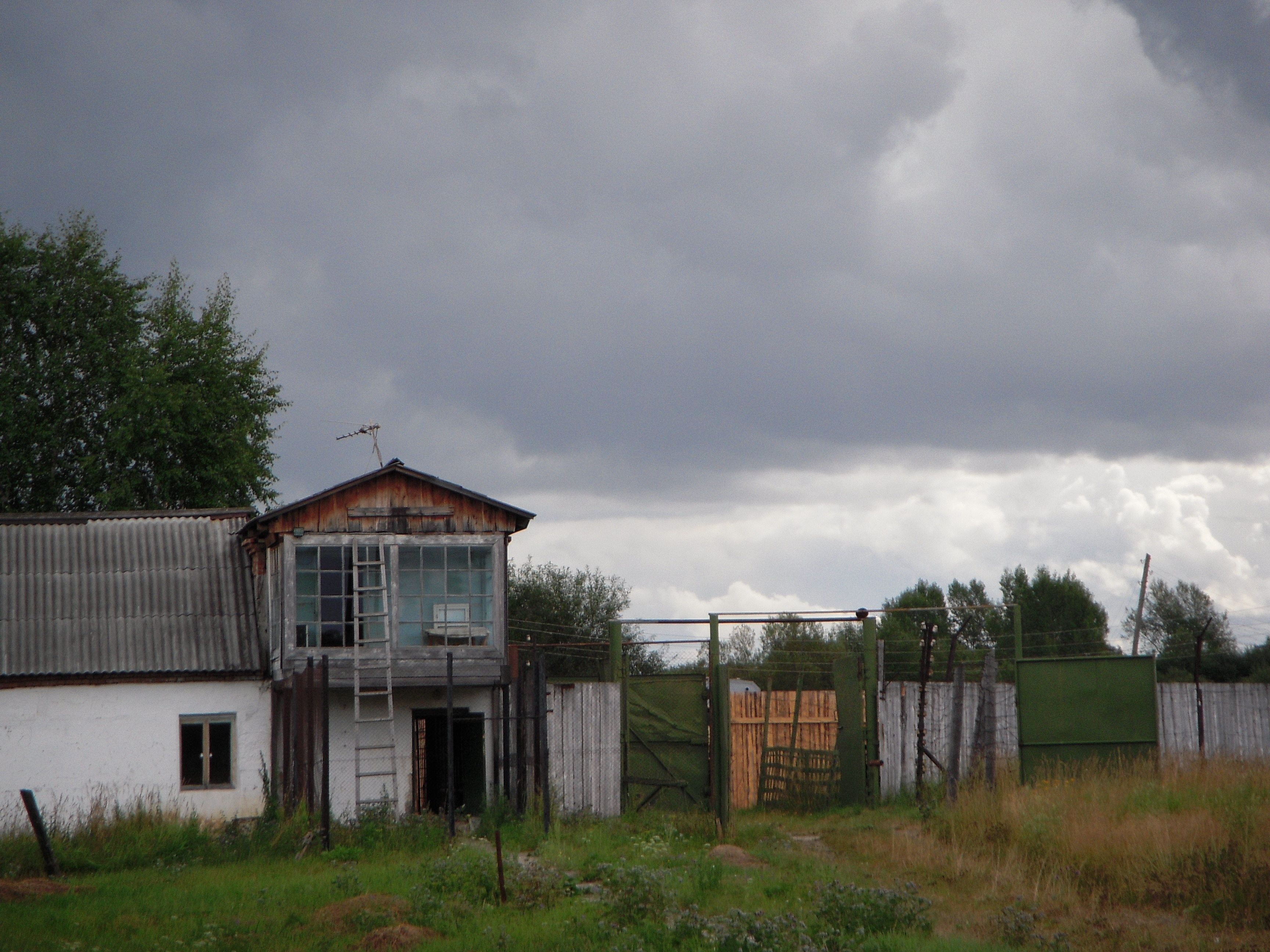
Blick zum Nebenlager, einige hundert Meter entfernt vom Hauptlager in der Nähe des Dorfes Kutschino (2007)
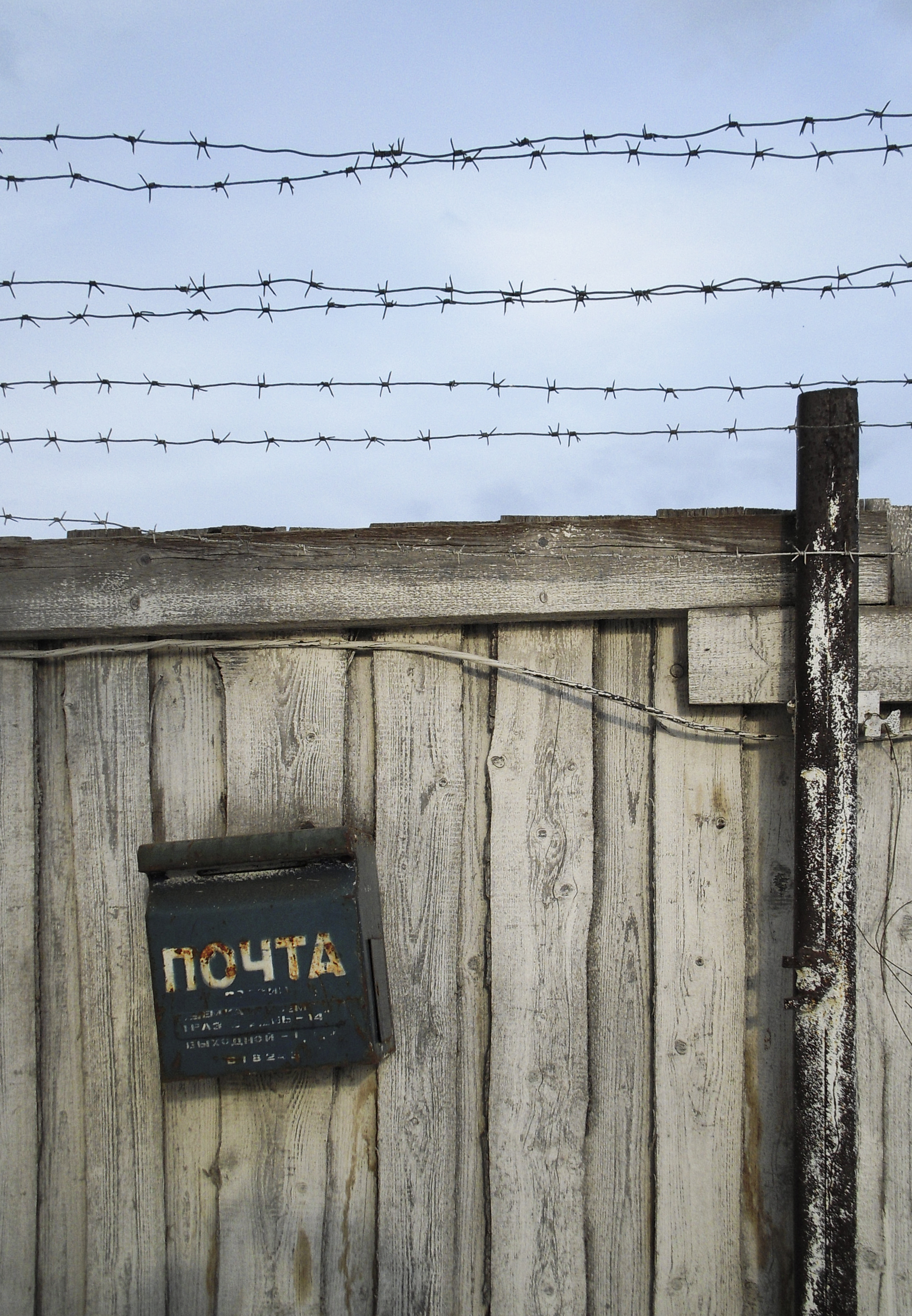
Postkasten an der Lagerumzäunung (2008)
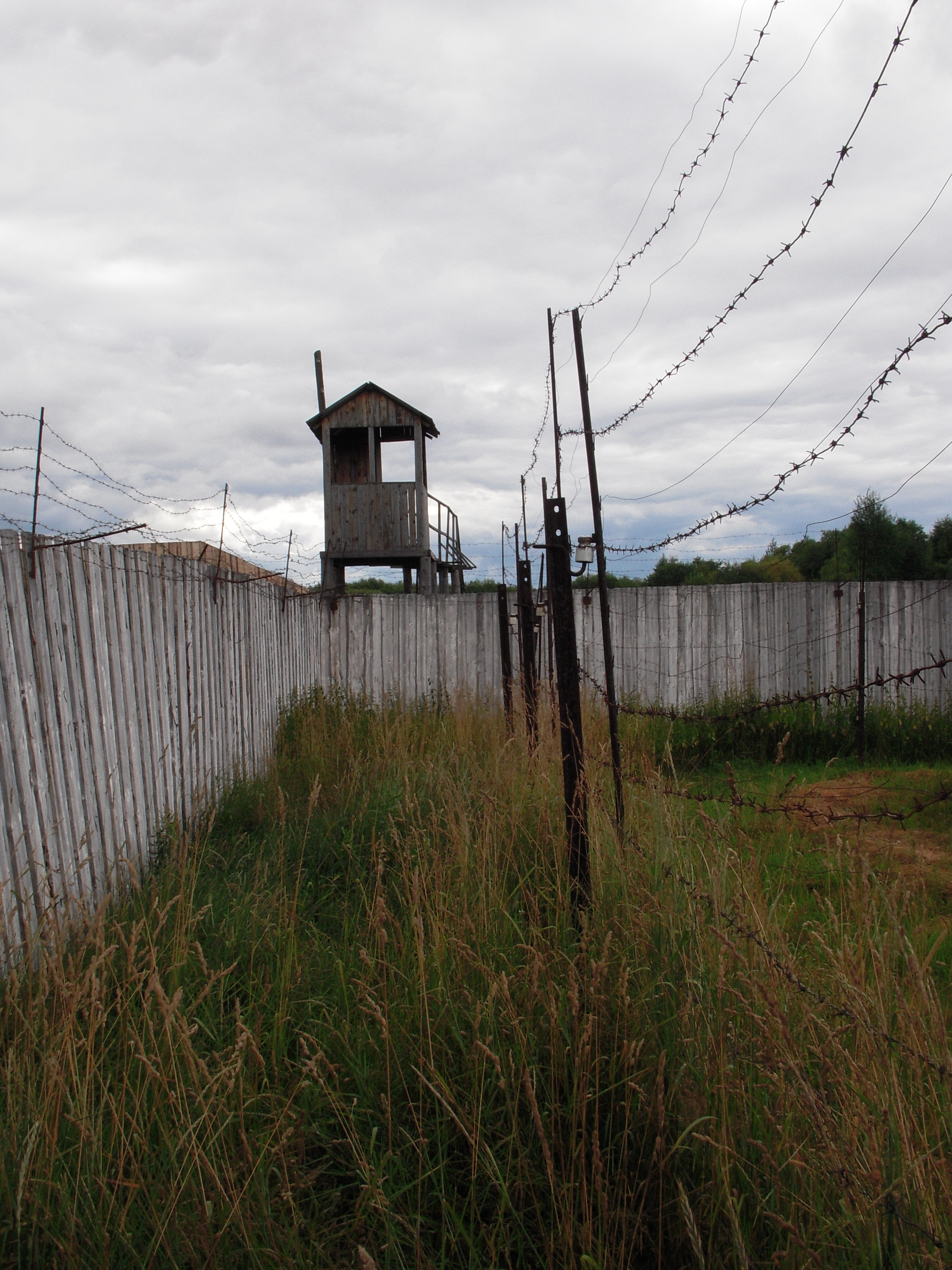
Lagerzaun innerhalb des Lagers (2008)
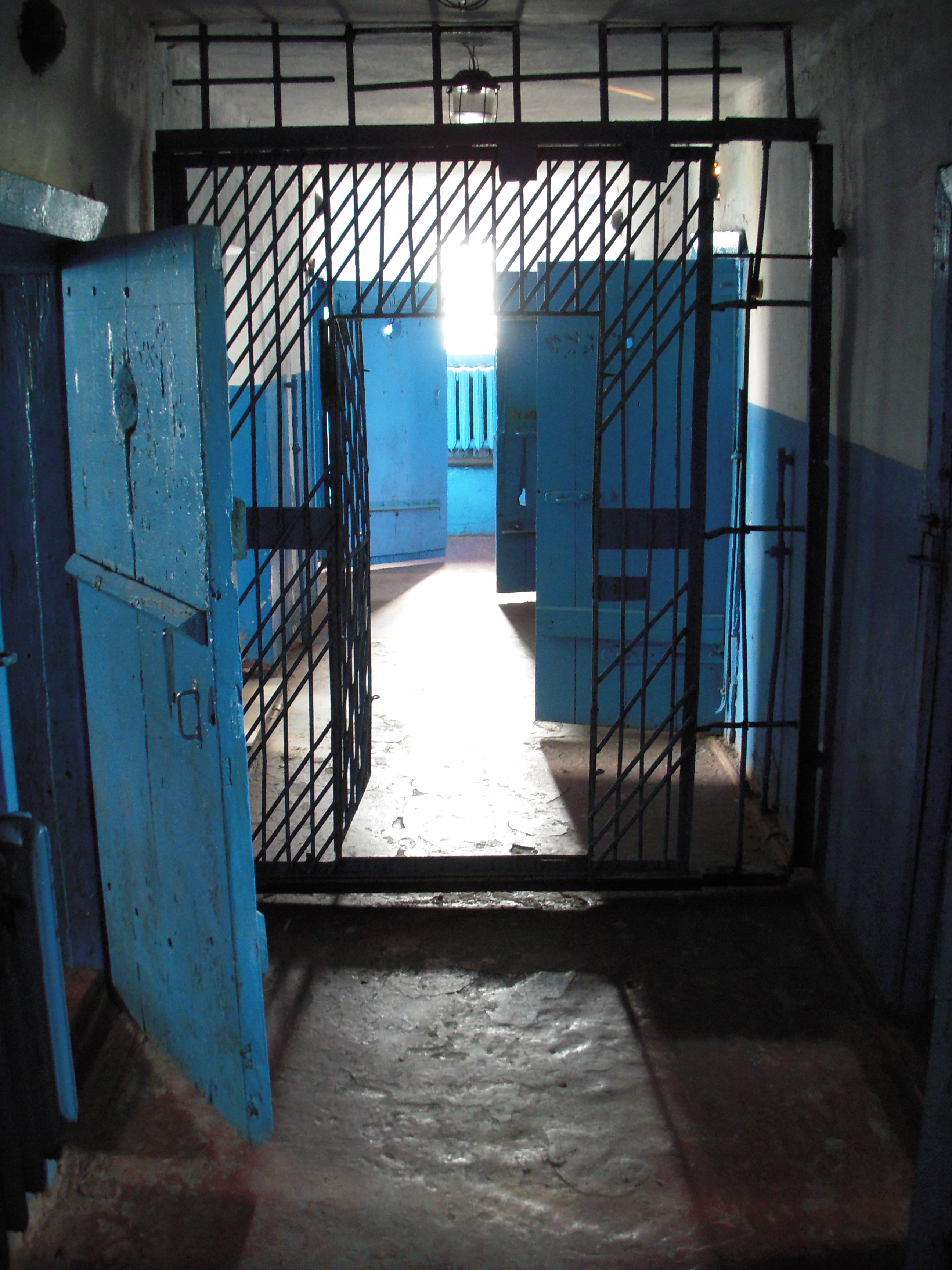
Gefängnistrakt (2008)
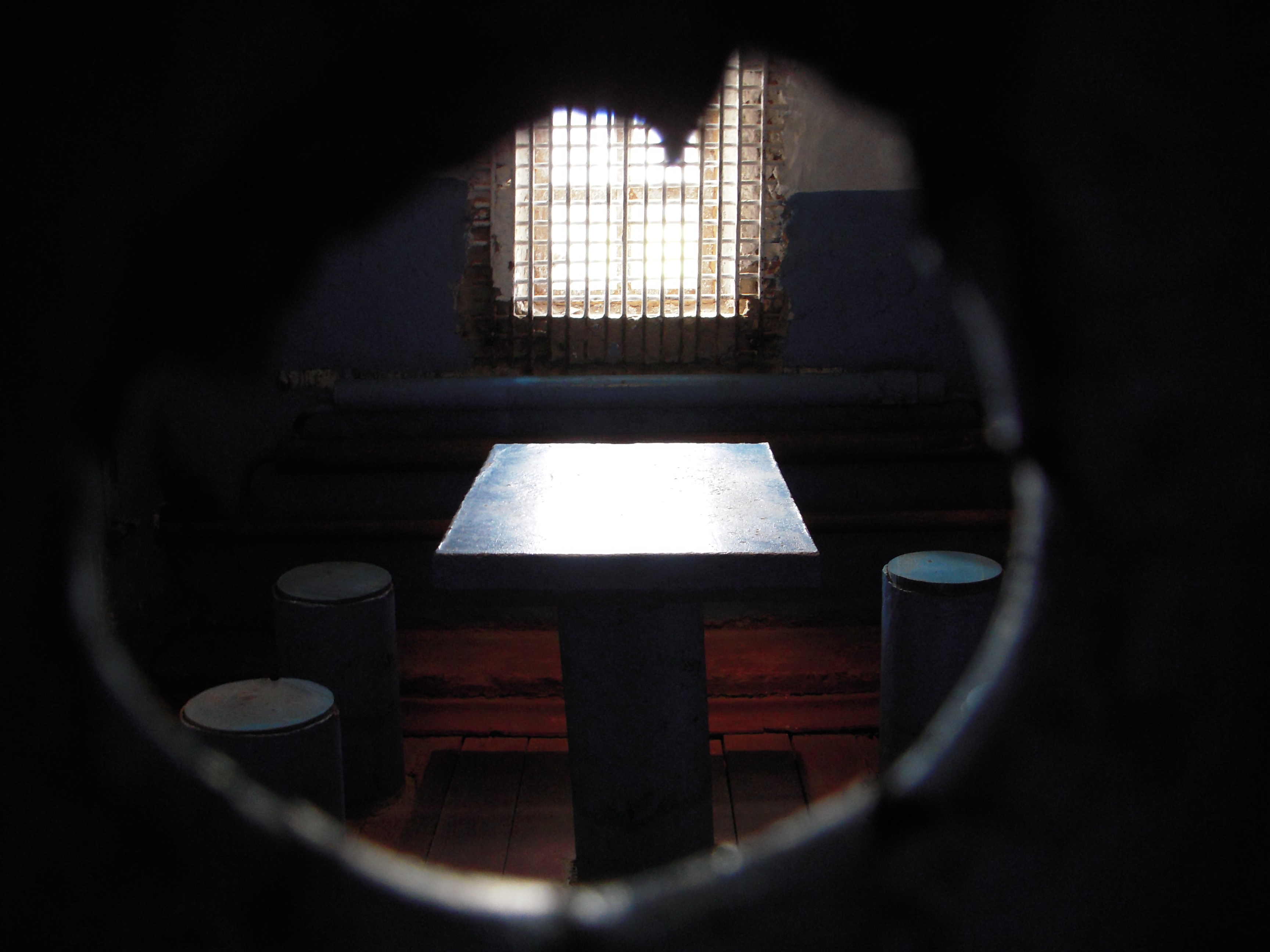
Gefängniszelle für politische Gefangene mit speziellem, „verschärftem Regime“ (2008)
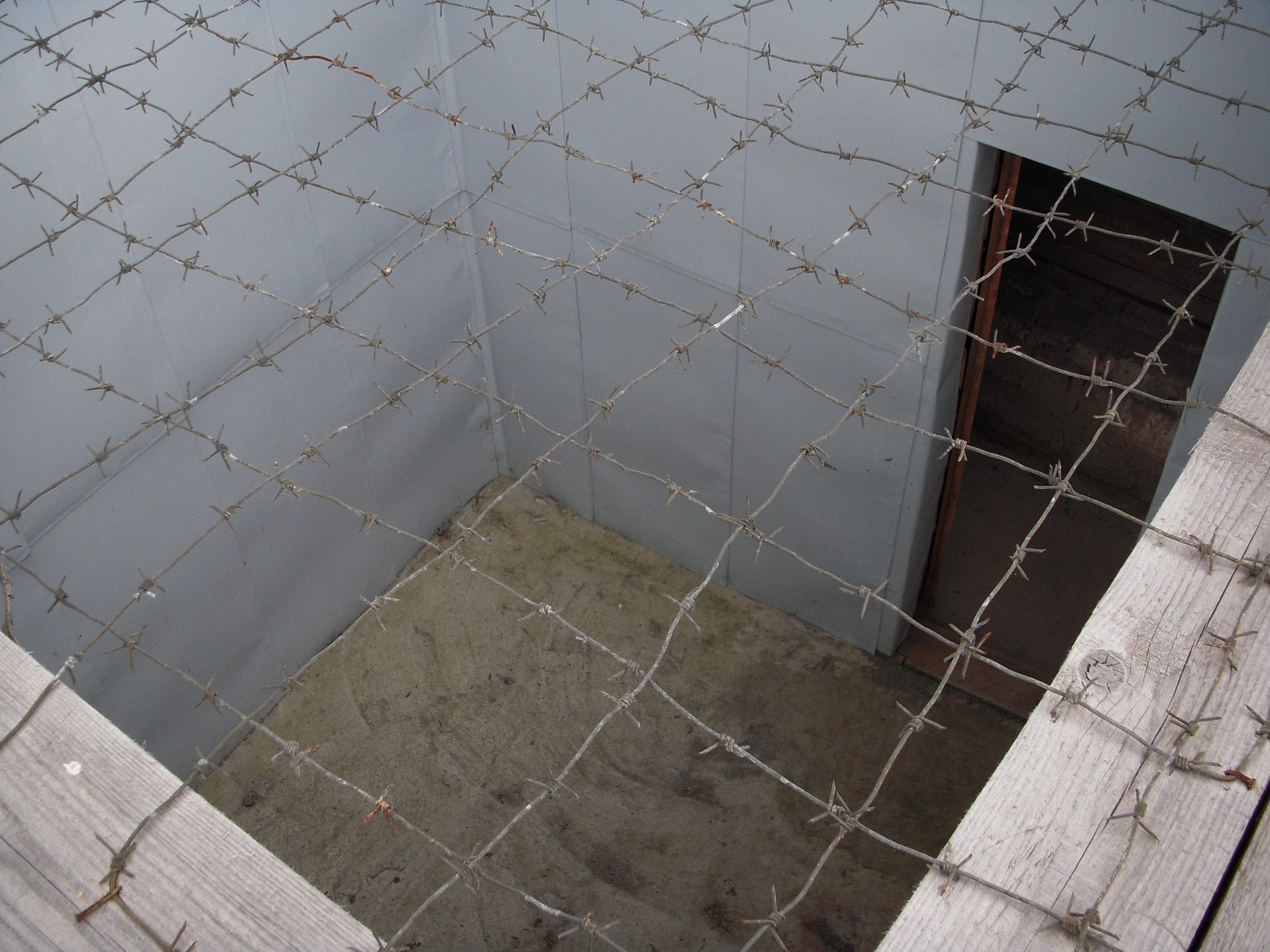
Außenzelle zum Rundgang für Gefangene, etwa 9 m² (2008)

## Alltag im Lager

### Arbeiten in Perm-36
- 1946–1953 Holzfällarbeiten im Wald (Arbeitsnorm pro Gefangenen: 3,5–4 m³ Holz pro Tag)
- 1953–1972 Holzverarbeitungsarbeiten auf dem Lagergelände
- 1972–1987 Herstellung von Kleinteilen für Bügeleisen

### Tagesablauf eines politischen Häftlings um 1972 im strengen Regime
- 6 Uhr: Wecken der Häftlinge
- 6–7 Uhr: Zeit zum Waschen und fürs Frühstück (Brei und etwas Brot)
- 7 Uhr: Beginn der Arbeit in der Arbeitszone – beim Übergang vom Wohn- in den Arbeitsbereich erfolgte eine genaue Durchsuchung der Häftlinge am Kontrollpunkt
- 12–13 Uhr: Mittagspause (Suppe und Brei), beim Übergang vom Arbeits- in den Wohnbereich und beim Rückweg zur Arbeit erneute Durchsuchung der Häftlinge
- danach Fortsetzung des Arbeitstages bis 18 Uhr, erneute Durchsuchung der Häftlinge am Kontrollpunkt
- 18–20 Uhr: Abendessen (Suppe oder Brei) und freie Zeit, die mit Sporttreiben (es gab einen Volleyballplatz), Bibliotheksbesuch, Tee trinken verbracht wurde.
- 20–22 Uhr: politische Seminare und Vorlesungen zwecks Umerziehung der Häftlinge, die allerdings freiwillig besucht werden konnten und daher wenig Zuspruch fanden
- 22–22.30 Uhr: abendliche Kontrolle der Häftlinge
- ab 23 Uhr: Nachtruhe

## Berühmte Häftlinge
- Leonid Borodin (1938–2011), russischer Schriftsteller
- Balys Gajauskas (1926–2017), Litauer, verbrachte 38 Jahre in sowjetischen Lagern. Das erste Mal wurde er wegen Verbindungen zu litauischen Partisanen im Jahr 1948 verhaftet und zum Tode verurteilt. Die Todesstrafe wurde später in 25 Jahre Lagerhaft umgewandelt. Während seiner Gefangenschaft lernte er acht Fremdsprachen. 1973 wurde er entlassen, um 1978 erneut verhaftet und zu 10 Jahren Haft im Besonderen Regime verurteilt zu werden. Sein Verbrechen: er hatte Alexander Solschenizyns Buch Der Archipel Gulag ins Litauische übersetzt und Dokumente über die Geschichte litauischer Widerstandsbewegungen gesammelt. Nach seiner Entlassung 1987 arbeitete Gajauskas kurzzeitig im Jahr 1992 als Generaldirektor des litauischen Geheimdienstes VSD und war Abgeordneter des litauischen Parlaments.
- Nikolai Braun (* 1938), Poet, Übersetzer, Publizist
- Gleb Jakunin (1934–2014), russisch-orthodoxer Priester
- Sergei Kowaljow (1930–2021), später Menschenrechtsbeauftragter der Russischen Föderation
- Lewko Lukjanenko (1928–2018), Politiker, Diplomat und Schriftsteller
- Michail Meilach (* 1944), Literaturwissenschaftler
- Juri Orlow (1924–2020), Physiker, Dissident
- Natan Scharanski (* 1948), Dissident, später israelischer Politiker
- Oles Serhijenko (1932–2016), sowjetischer Dissident und ukrainischer Politiker
- Wassyl Stus (1938–1985), ukrainischer Dichter und Literaturkritiker

## Museum

### Geschichte des Museums
Im Jahr 1995 eröffnete die russische Nichtregierungsorganisation „Perm-36“ die Gedenkstätte der Geschichte politischer Repressionen „Perm-36“ auf dem Gelände der Abteilung „Sonderregime“ des ehemaligen Arbeitslagers. Bei dem Museum handelt es sich um das einzige aus der Zeit des Gulag erhaltene Arbeitslager auf dem gesamten Territorium Russlands. Seitdem wurde das Lager schrittweise wieder aufgebaut, weite Teile wurden dabei von russischen und internationalen Freiwilligen in Sommercamps wiedererrichtet. Seit 2007 konnte der Lagerteil des „Strengen Regimes“ von Besuchern besichtigt werden.
Auf dem ehemaligen Lagergelände des „Strengen Regimes“ sind heute im Wohnbereich eine der vier (bzw. später drei) ehemalige Häftlingsbaracken, in denen jeweils bis zu 250 Häftlinge untergebracht werden konnten, zu sehen. In ihr sind derzeit mehrere Ausstellungen untergebracht. Ebenfalls erhalten ist das 1972 an Stelle einer Häftlingsbaracke errichtete Stabsgebäude, dort befindet sich wie von 1972 bis 1987 eine kleine Bibliothek und ein Kinosaal, Küche und Kantine, außerdem die Räume der Museumsverwaltung und Büros für Museumsmitarbeiter. Weiterhin befinden sich in diesem Teil des Lagers die Kranken- und Sanitätsbaracke, ein Toilettenhaus mit 14 „Plätzen“ für bis zu 1000 Gefangene (eine Zahl, die nicht erreicht wurde) und der schtrafnoj isoljator, der Isolationszellenblock. Viele dieser Gebäude stammen noch aus der Zeit von 1946 bis 1952 und damit aus der stalinistischen Sowjetunion.
Im Arbeitsbereich des Lagers, in den man durch die wiedererrichtete Kontrollstation gelangt, die auch die Häftlinge passieren mussten und dort jedes Mal einer strengen Leibesvisitation unterzogen wurden, finden sich Werkstätten des Lagers: eine Schmiede, ein Sägewerk, weiterhin ein Kesselhaus, dessen Funktion darin bestand, das Lager, die nahe gelegenen Wohnhäuser und die Kasernen der Gefängniswärter zu beheizen, und ein Turbinenhaus für die Sicherstellung der lagerinternen Elektrizitätsproduktion. Außerdem befindet sich in diesem Teil das Verwaltungsgebäude, in dem auch die Wachleute untergebracht waren.

### Ziele
Ziel des Museums – bis zu den Eingriffen der Regionalregierung im Jahre 2014 – war es, das ehemalige Lager als Zeitzeugnis zu erhalten, historische Dokumente über die politischen Repressionen in der UdSSR ausfindig zu machen, zusammenzustellen und zu bewahren. Auf diese Weise sollte an Gewalt und Terror des sowjetischen Systems erinnert sowie zur historischen und politischen Bildung in Russland beitragen werden. In diesem Sinn galt es, Ausstellungen zu entsprechenden Themen zu organisieren und zivilgesellschaftliches Engagement in Russland zu fördern.

### Einflussnahme der Behörden
Das zivilgesellschaftlich getragene Museum wurde bis Ende 2013 durch die Regionalregierung mitfinanziert. Danach sollte die Finanzierung über einen Kooperationsvertrag zwischen dem Trägerverein und einer von der Regionalregierung geschaffenen Körperschaft geregelt werden. Da aber einerseits dessen Unterzeichnung von Seiten der Regionalregierung hinausgezögert wurde, andererseits keine Fördermittel mehr gezahlt wurden, konnte der Verein Strom- und Wasserrechnungen nicht mehr begleichen. Im April 2014 wurde infolgedessen der Gedenkstätte die weitere Energiezufuhr verwehrt und sie musste daraufhin geschlossen werden. Im Mai 2014 wurde die Direktorin Tatjana Kursina wegen angeblichen „Missmanagements“ von Seiten der Regionalregierung entlassen und durch eine Mitarbeiterin des örtlichen Kulturministeriums ersetzt. Der Betrieb wurde vorübergehend eingestellt und das viele Jahre im Museum stattfindende Bürgerfestival „Pilorama“ – wie auch schon 2013 – abgesagt.
Eine Dokumentation des Museums durch den kremlnahen Sender NTV denunzierte die Verantwortlichen als Fünfte Kolonne der Feinde Russlands. Veteranen des Strafvollzugswesens und die Mitglieder der örtlichen Abteilung der Kommunistischen Partei sowie der neostalinistischen Organisation „Essence of Time“ nahmen Anstoß daran, dass das Museum auch die Angehörigen der ukrainischen und baltischen Unabhängigkeitsbewegungen als unschuldig verurteilte politische Gefangene würdigte.
Am 16. Juli 2014 berichteten russische Medien, dass im Museum bei Aufräumarbeiten das ehemalige Lagertor zerstört wurde. Die Bundesstiftung zur Aufarbeitung der SED-Diktatur protestierte am 4. August 2014 gegen die Umgestaltung der Gedenkstätte.

### Auflösung des Museumsvereins 2015
In einem Telefongespräch mit der britischen BBC Anfang März 2015 beklagte der ehemalige Direktor des Museums Viktor Shmyrov, dass die lokalen Behörden in Perm mit der Begründung, dass Wasser- und Elektrizitätsrechnungen nicht bezahlt worden seien, das Museum graduell seit 2013 unter ihre Kontrolle gebracht hätten und in den letzten Monaten systematisch dessen Inhalte verändert hätten. Nach seinen Worten werde die Erinnerung an Stalin und die Repression zur Stalinzeit getilgt. Nun sei es ein Museum über das Lagersystem und nicht über politische Gefangene. Shmyrnow äußerte die Ansicht, dass der Grund hierfür in den aktuellen politischen Gegebenheiten Russlands liege. In Russland habe sich unter Präsident Putin wieder ein System mit einer enormen Machtkonzentration in der Hand einer einzigen Person, ähnlich wie zur Stalinzeit entwickelt. Das Land bewege sich wieder in Richtung Totalitarismus. Repression, vergleichbar wie zur Stalinzeit gäbe es nicht – diese sei auch nicht notwendig, da die Menschen fügsam geworden seien.
Die FAZ berichtete angesichts der bevorstehenden Auflösung des ehemaligen Trägervereins, dass dessen Aktivisten ihre Forschung über die tragische Geschichte ihres Landes in geringer profiliertem, rein akademischem Rahmen fortsetzen wollen.
Noch im selben Monat, im März 2015, bestätigte sich die Befürchtung, dass der Verein sich werde auflösen müssen, nachdem monatelange Verhandlungen mit der Regionalregierung mit dem Ziel, das Museum in Public-Private-Partnership als Museum der politischen Unterdrückung in den verschiedenen Phasen der UdSSR zu betreiben, gescheitert waren. Der Verein konnte im August 2016 nach Zahlung aller Strafen, die in Zusammenhang mit der Eintragung in das Agentenregister entstanden waren, aufgelöst werden.

### Wiederöffnung und Neuausrichtung im Sinne der Behörden
Im Sommer 2014 wurde das Museum unter alleiniger Trägerschaft der Regionalbehörden wiedereröffnet. In den folgenden Monaten wurde der Akzent der Ausstellung verschoben, die nun seit Juni 2015 an Stelle des Gedenkens an die Opfer der Repressionen den Beitrag der Häftlinge zum Aufbau des Sozialismus in den Mittelpunkt stellt. Sie hätten – so die neue Darstellung – z. B. durch ihre Holzlieferungen für Unterstände und Schützengräben zum Sieg im Großen Vaterländischen Krieg beigetragen. Bei Führungen durch das Museum wird nun hervorgehoben, dass die Häftlinge „Feinde der Sowjetunion“ und „Kriminelle“ gewesen seien. Die neue Museumskuratorin, Jelena Mamajewa, erklärte, dass es nicht „politisch korrekt“ sei, Stalin zu beurteilen.
In Folge der russlandweiten Proteste und der Intervention des russischen Menschenrechtsrats wurde das Konzept des Museums ab 2016 jedoch schrittweise wieder dem ursprünglichen Konzept angenähert, indem der Fokus der Ausstellungen erneut auf die Opfer der Repressionen gelegt wurde.